# Strålkastartorkare

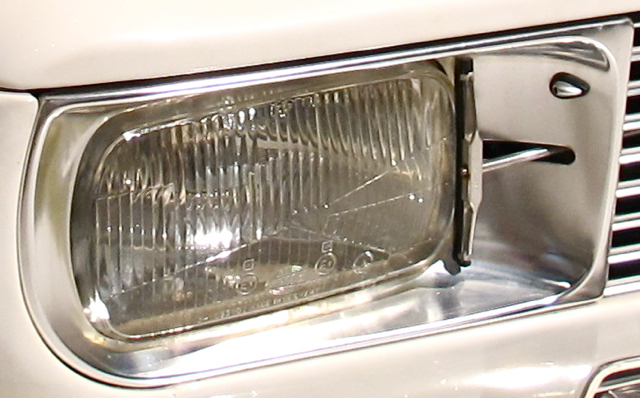
Strålkastartorkare på Saab 99. Saab införde strålkastartorkare på sina personbilar 1971.

Strålkastartorkare är en anordning för att hålla strålkastare rena.
1968 lanserade Bosch strålkastartorkare. Saab introducerade som första biltillverkare i världen strålkastartorkare som standard 1971. Även Volvo införde strålkastartorkare och i Sverige infördes ett lagkrav på att bilar skulle vara utrustade med antingen strålkastartorkare eller strålkastarspolare 1974. Detta innebar att många importerade bilar försågs med speciella anordningar för antingen torkare eller spolare för strålkastarna som bara fanns för den svenska marknaden. Originalmodellerna saknade ofta detta. Anordningarna monterades antingen på bilfabriken, eller monterades dessa av någon generalagent vid importen till Sverige. I vissa fall kunde det sitta ganska iögonfallande specialanordningar för att få dit torkare eller spolare, då bilmodellerna annars inte var tänkta att ha dessa anordningar.
När Sverige gick med i EU år 1995 avskaffades kravet[källa behövs] och strålkastartorkare har försvunnit. Dagens bilar har antingen spolning på strålkastarna, eller inget alls.